# Coelogyne miniata
Coelogyne miniata (Blume) Lindl., 1833 è una pianta della famiglia dell Orchidacee, endemica dell'Indonesia.

## Descrizione
È un'orchidea di piccole dimensioni con crescita epifita oppure litofita. C. miniata è costituita da un rizoma strisciante dal quale ogni 2.5 centimetri si dipartono pseudobulbi di forma da cilindrica ad ovoidale, ristretti verso l'apice, avvolti da giovani da 2 guaine basali, che portano al loro apice 2 foglie ellittiche, ad apice acuto, con 7 nervature, dotate di picciolo.
La fioritura avviene in inverno, mediante una infiorescenza a zig-zag, lunga da 7.5 a 10 centimetri, avvolta da guaine floreali e portante pochi fiori. Questi fioriscono contemporaneamente, sono grandi in media 2.5 centimetri, di colore arancione e presentano sepali di forma ovato-lanceolata, petali di forma strettamente lanceolata ad apice acuto, e labello, sacciforme.

## Distribuzione e habitat
La specie è endemica dell'Indonesia, in particolare di Giava, Bali, Piccole Isole della Sonda e Sumatra, dove cresce epifita su alberi di foreste di media e alta quota, oppure litofita su grandi rocce, ad altitudini comprese tra i 1000 e i 2400 metri sul livello del mare.

## Coltivazione
Questa pianta necessita di non troppa luce e temperature miti per tutto l'anno, durante la fioritura è consigliabile incrementare la temperatura.